# Руйла (озеро)
Руйла (также Руйлъярв, Керну Мадаярв) (эст. Ruila järv) — озеро в деревне Мынусте волости Сауэ уезда Харьюмаа. Озеро находится в стороне от главной дороги, примерно в 2 км к югу от деревни Руйла. Из озера вытекает ручей, впадающий в реку Вазалемма. Высота над уровнем моря — 41,6 м.
Площадь озера 0,356 км². Длина озера 900 м. Ширина — 360 м. Длина береговой линии 6801 м. Максимальная глубина озера 2 м. Стредняя глубина 1 м. Площадь островов, расположенных в озере составляет 0,018 км². Площадь водосбора 3,4 км². Водообмен в озере совершается 8 раз за год.
Озёрная флора отличаются бедностью: в его водах произрастает лишь 11 видов макрофитов.
В озере водятся такие рыбы, как окунь, щука, золотой карась, плотва, линь.